# Metto all'asta...
Metto all'asta... è il terzo album in studio del cantante italiano Sandro Giacobbe, pubblicato nel 1976 dalla CBS.

## Descrizione
Comprende fra gli altri il brano Gli occhi di tua madre, terzo classificato (a pari merito) al Festival di Sanremo 1976, oltre ad Io prigioniero (vincitore della Gondola d'Oro di Venezia del 1975) e Mary Claire, già pubblicati su 45 giri l'anno prima.
La parte musicale è composta dallo stesso Giacobbe, mentre i testi sono opera di Daniele Pace ed Oscar Avogadro.

## Tracce

### Lato A
1. Gli occhi di tua madre
2. Prendi
3. Dieci anni fa
4. Io prigioniero
5. Metto all'asta

### Lato B
1. Se caso mai...
2. Ma ci pensi
3. Mary Claire
4. La stanza dei ricordi